# Kirche der heiligen Märtyrer Clemens und Leontius
Die Kirche der heiligen Märtyrer Clemens und Leontius (ukrainisch Храм блаженних священномучеників Климентія та Леонтія) ist eine griechisch-katholische
Kirche in Uniw im Rajon Lwiw in der westlichen Ukraine. Sie ist der erste und bisher wahrscheinlich einzige Neubau einer Holzkirche in der Ukraine im 21. Jahrhundert.

## Geschichte
Das griechisch-katholische Mariä-Entschlafens-Kloster in Uniw wollte eine Kirche außerhalb des Geländes für Gemeindemitglieder und Besucher errichten. Dafür wurde die Umsetzung einer bestehenden Holzkirche aus der Nachbarschaft  erwogen. Dieses scheiterte aber an verschiedenen Schwierigkeiten.
Daraufhin wurde ein Neubau beschlossen. Der Architekt Roman Sulyk nahm bei der Gestaltung Bezug zur Umgebung. Im Jahre 2007 wurde mit dem Bau begonnen. 2008 wurde die neue Kirche geweiht, die den Märtyrern Klemens und Leontius gewidmet ist (deren Identität ist unklar, möglicherweise ukrainische Märtyrer aus dem 20. Jahrhundert?). Der Bau wurde von der Kyrill-und-Methodius-Stiftung in Deutschland finanziell unterstützt.
2020 fanden Ausbesserungsarbeiten statt, bei denen unter anderem 30.000 Schindeln angebracht wurden.

## Architektur
Die Kirche hat einen kreuzförmigen Grundriss. Über dem zentralen Teil erhebt sich eine hohe Kuppel, die mit der des nahegelegenen Klosters fast identisch ist. Diese lässt den Raum sehr groß erscheinen.
Im Inneren gibt es eine Ikonostase.